# コーラル・シー諸島のゲイ・アンド・レズビアン王国

コーラル・シー諸島のゲイ・アンド・レズビアン王国
Gay and Lesbian Kingdom of the Coral Sea Islands

国歌: ありのままの私

コーラル・シー諸島のゲイ・アンド・レズビアン王国（コーラル・シーしょとうのゲイ・アンド・レズビアンおうこく、英語: Gay and Lesbian Kingdom of the Coral Sea Islands）は、オーストラリアのクイーンズランド州を拠点に活動するゲイの権利擁護団体が政治的抗議を目的に設立したミクロネーション。2004年にオーストラリア政府の示した同性結婚の承認拒否を機に、グレート・バリア・リーフの無人島に建国された。クィア・ナショナリズムの表現の一つである。ただ、これらの抗議の影響でオーストラリアが同性結婚の行いを認めたため、その後ゲイ・アンド・レズビアン王国は解散した。

## 歴史

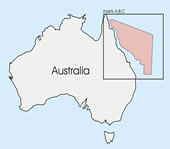
王国の主張する領土

2004年にオーストラリア政府の示した同性結婚の承認拒否に対してゲイの抗議グループが6月に建国を宣言した。グループは「ゲイフラワー号」と名付けられた船舶をチャーターしコーラル・シー諸島を目的地に船出をし、ケート島を拠点と定めた。抗議グループのリーダーであったデール・アンダーソンは皇帝就任を宣言し、デール・アンダーソン一世を名乗った。抗議グループ以外に住人はなく、王国はオーストラリア政府をはじめとする他の国家には認められていない。
独立宣言後に皇帝デールは高等裁判所と裁判長官を任命した。また王国の国歌はグロリア・ゲイナーの『ありのままの私』と定められた。
イスラエルの帰還法と同様に、ゲイやレズビアンであれば、王国の市民権は直ちに付与され、永住権を得ることができる。
2010年5月、デール・アンダーソンはシドニーにて世界各地のミクロネーションの代表を集め、主権国家としての承認を得るために会議を開催した。
2017年11月17日、オーストラリア政府が同性婚を合法化したことを受け、王国は解散となった。

### 独立宣言
オーストラリアからの決定と同時にデールは独立宣言書を起草した。独立宣言書は下記の言葉で始まっている。
宣言はアメリカ独立宣言に影響を受けており、王国の独立宣言もまた「我々はすべての人間は平等に創られ、生命、自由、幸福の追求といった特定の譲ることのできない権利が神により与えられているという事実を自明のこととして保持する。」の一文が記されている。

## 経済と観光
ケート島に遺棄されていた天候観測所を郵便局として転用し、コインや切手を販売することで王国の資金を捻出していた。王国は独創性の注目を集める目的で、2006年7月に最初の切手を発行した。今はなき王国のウェブサイトでは観光や釣りの案内、切手の販売などが行われ、これらは王国唯一の経済的活動であった。一方、水泳、リーフウォーキング、ラグーンシュノーケリング、バードウォッチング、貝殻収集、および難破船探検といった活動は、すべて政府公認の非営利活動であった。

## 関連書籍
- Dapin, Mark, "If at first you don't secede...", The Sydney Morning Herald – Good Weekend, 12 February 2005, pp 47–50